# On the Jump
On the Jump è un cortometraggio muto del 1918 diretto da Alfred J. Goulding. Di genere comico, ha come interprete Harold Lloyd.

## Produzione
Il film fu prodotto da Hal Roach per la Rolin Films.

## Distribuzione
Distribuito dalla Pathé Exchange, il film - un cortometraggio di una bobina - uscì nelle sale cinematografiche USA il 31 marzo 1918. La Pathé Consortium Cinéma lo distribuì in Francia il 17 febbraio 1922. Negli Stati Uniti, ne venne fatta una riedizione che uscì il 5 marzo 1922.